# Adolfo García Grau
Adolfo García Grau (Ciudad de Buenos Aires, Argentina; 9 de julio de 1928-ibídem, 24 de junio de 1993) fue un actor, cantante y comediante argentino.

## Carrera y vida personal
Nacido en la ciudad de Buenos Aires en el barrio porteño de Mataderos. Fue un actor de larga trayectoria en cine, teatro, televisión y radio, actuó en las películas: La sed (1961), dirigida por Lucas Demare, Alias Flequillo (1963), con  José Marrone, Mujeres perdidas (1964), con Jorge Salcedo, Coche cama alojamiento (1968), de Julio Porter. Gracias a su vena cómica, actuó en muchas películas de los capo cómicos Alberto Olmedo y Jorge Porcel, en cintas como Los caballeros de la cama redonda (1973), Los vampiros los prefieren gorditos (1974) personificando al conde Dracula, Basta de mujeres (1976), "Las turistas quieren guerra" (1977), Fotógrafo de señoras (1978), Los colimbas se divierten (1986), y muchas más, siempre en personajes que mostraran autoridad y seriedad. También tuvo papeles en  Mingo y Aníbal contra los fantasmas (1985) y Mingo y Aníbal en la mansión embrujada (1986), con Juan Carlos Altavista y Juan Carlos Calabró. Su último trabajo en cine fue en la película Delito de corrupción (1991), de Enrique Carreras. 

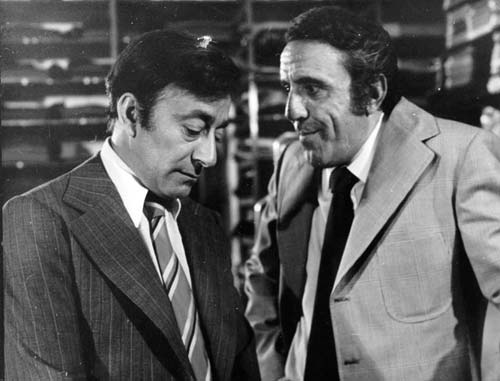
Alberto Olmedo (1933-1988) y Adolfo García Grau en la película Basta de mujeres (1977).

Como cantante se inició profesionalmente en 1946 donde ganó un popular concurso. Cantó para la  radio y, posteriormente, para la televisión. También efectuó algunas grabaciones. Presentó algunos de sus tangos en El Viejo Almacén y otras casas de espectáculos.
Era hincha fanático del club de fútbol Vélez Sarsfield.
Murió de un ataque cardíaco el 24 de junio de 1993, a los 64 años. Tuvo tres hijos  Lisette, Marcos (1970-2008) y el actor Marcelo Grau (1963-1994), de su matrimonio con la coreógrafa Betty Frojan.

## Televisión

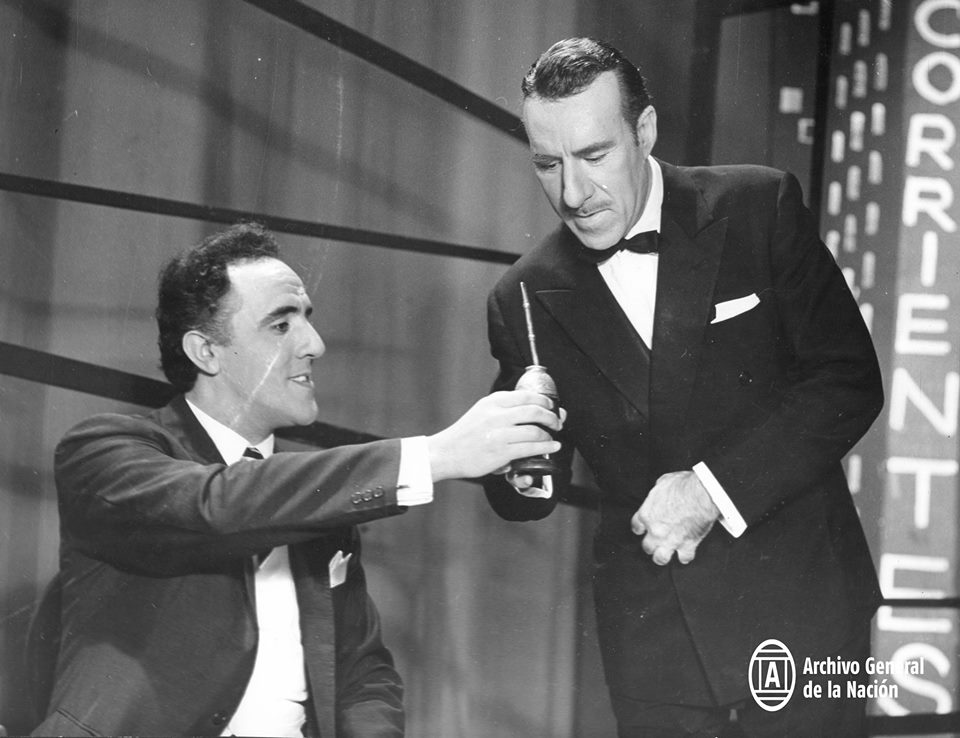
Adolfo García Grau junto a Edmundo Rivero, durante su actuación en el programa "Tango", Canal 7, año 1962.

Adolfo García Grau fue uno de los mejores actores de reparto del cine y la televisión argentina. Trabajó en los más grandes programas cómicos como: Operación Ja-Ja, fue parte de la histórica mesa de Polémica en el Bar junto a Fidel Pintos, Juan Carlos Altavista, Jorge Porcel, Javier Portales y Luis Tasca. Fue parte de los elencos de Olmedo en No toca botón, Alberto y Susana, y con Porcel en Lo viste a Porcel? y Las gatitas y ratones de Porcel, También fue coprotagonista de telenovelas y teleteatros para televisión como Fortín Quieto (1979).
Otra actividad artística paralela y frecuentemente olvidada, fue su labor como cantor de tango, de un estilo recio, de voz profunda y estilo algo emparentado con el de Edmundo Rivero, llegando a grabar un LP: "Personalidad y voz en tango" (1968). Sus últimos trabajos en televisión fueron el filme Yo tenía un plazo fijo (1990) y en la telenovela El precio del poder, que se emitió por Canal 9 Libertad, entre 1992 y 1993, protagonizada por Rodolfo Bebán, Stella Maris Lanzani y Juan Darthés.

## Filmografía
- 1961:  Hijo de hombre
- 1963:  Lindor Covas, el cimarrón
- 1963:  Alias Flequillo
- 1963:  La terraza
- 1964:  Mujeres perdidas
- 1966:  De profesión sospechosos
- 1967:  Cómo seducir a una mujer
- 1967:  El andador
- 1967:  Coche cama, alojamiento
- 1973:  Los caballeros de la cama redonda
- 1973:  Yo gané el prode... y Ud.?
- 1973:  Los doctores las prefieren desnudas
- 1974:  Los vampiros los prefieren gorditos
- 1977:  Basta de mujeres
- 1977:  Así es la vida
- 1977:  Las turistas quieren guerra
- 1977:  El Gordo Catástrofe
- 1978:  Fotógrafo de señoras
- 1978:  Encuentros muy cercanos con señoras de cualquier tipo
- 1980:  Comandos azules
- 1980:  Operación Comando
- 1981:  La pulga en la oreja
- 1985:  Los gatos (Prostitución de alto nivel)
- 1985:  Mingo y Aníbal contra los fantasmas
- 1986:  Los colimbas se divierten
- 1986:  Rambito y Rambón, primera misión
- 1986:  Mingo y Aníbal en la mansión embrujada
- 1987:  Los colimbas al ataque
- 1987:  Galería del terror
- 1988:  Atracción peculiar
- 1988:  El profesor punk
- 1991:  Delito de corrupción

## Teatro
- Sitiados (1961).
- La Moreira (1962), con la Compañía de Comedia de Tita Merello, con Sergio Renán, Eduardo Cuitiño, Margarita Corona, Elda Dessel, Sergio Malbrán y Jorge de la Riestra.
- Doña Rosita, la soltera (1965), junto a Luisa Vehil.
- El gorro de cascabeles (1965), de Luigi Pirandello, y Stéfano, bajo la dirección de Armando Discépolo.
- La revolución de las macetas (1965, en el Teatro San Martín.
- Ninette y un señor de Murcia (1966), con la Compañía de José Cibrián y Ana María Campoy. Estrenada en el Teatro Avenida.
- Según pasan los años (1968), encabezada por Lolita Torres.
- Ninette, modas de París (1967). Estrenada en el Teatro Cómico.
- Maipísimo (1967), en el Teatro Maipo. Con Ámbar La Fox, Jorge Porcel, Don Pelele, Rafael Carret, Marianito Bauzá e Hilda Mayo.
- Ejercicio humorístico (1971), con la dirección de los hermanos Gerardo y Hugo Sofovich. Junto a Javier Portales, Inés Moreno y Nelly Beltrán. Fue presentada en el Teatro La Comedia (Rosario).
- El espejo de las novias (1973), de Moliére, en el Teatro Ateneo. Dirigida por Néstor Ibarra.
- La revista somos nosotros (1975), con Carlos Scazziotta, Gogó Andreu, Nury Cid, Tristán, Alberto Irízar, Tita Coel, Isabel Coel y Tini Araujo.
- Por siempre Maipo (1978), con Norma Pons, Javier Portales, Naanim Timoyko, Mario Sapag, Rolo Puente y Juan Verdaguer.
- La revista somos nosotros (1980), con Mario Sapag, Tristán, Gogó Andreu, Alberto Irízar, Carlos Scazziotta, Tini Araujo y Vicente Quintana.
- Un inocente adulterio (1981) con Libertad Leblanc y Fernando Lupiz.
- Cosquillas (1988), junto a Ignacio Quirós.
- Las de Barranco, una versión musical rebautizada Recuerdos del viejo Buenos Aires de Gregorio Laferrére, con Niní Marshall, Aída Luz, Raúl Lavié y Susana Mayo.

## Etapa como cantante
Debido a la voz particular, cascada o aguardentosa (para algunos) pero claramente varonil que siempre lo caracterizó, se dedicó también como cantante de importantes tangos, entre ellos se destacan:
- Fueye
- Equipaje
- Señor de la amargura
- Que le digo a los muchachos
- No nos veremos más
- Tu vuelta
- Nieblas del riachuelo
- Alergia
- Cada vez que me recuerdes
- Mi ciudad y mi gente
- Esta noche
- Esta vida es puro grupo

## Discografía
- 1968: "Personalidad y voz en tango" - CBS
- 1976: "Botoncitos de Zarzuelas" - Junto a Fidel Pintos, Alberto Olmedo, Carmen Morales, María Rosa Fugazot y Jorge Porcel - MICROFON ARGENTINA S.R.L.